# Megalomyrmex wettereri
Megalomyrmex wettereri is een mierensoort uit de onderfamilie van de Myrmicinae. De wetenschappelijke naam van de soort is voor het eerst geldig gepubliceerd in 2003 door Brandão.